# Alice Abadam

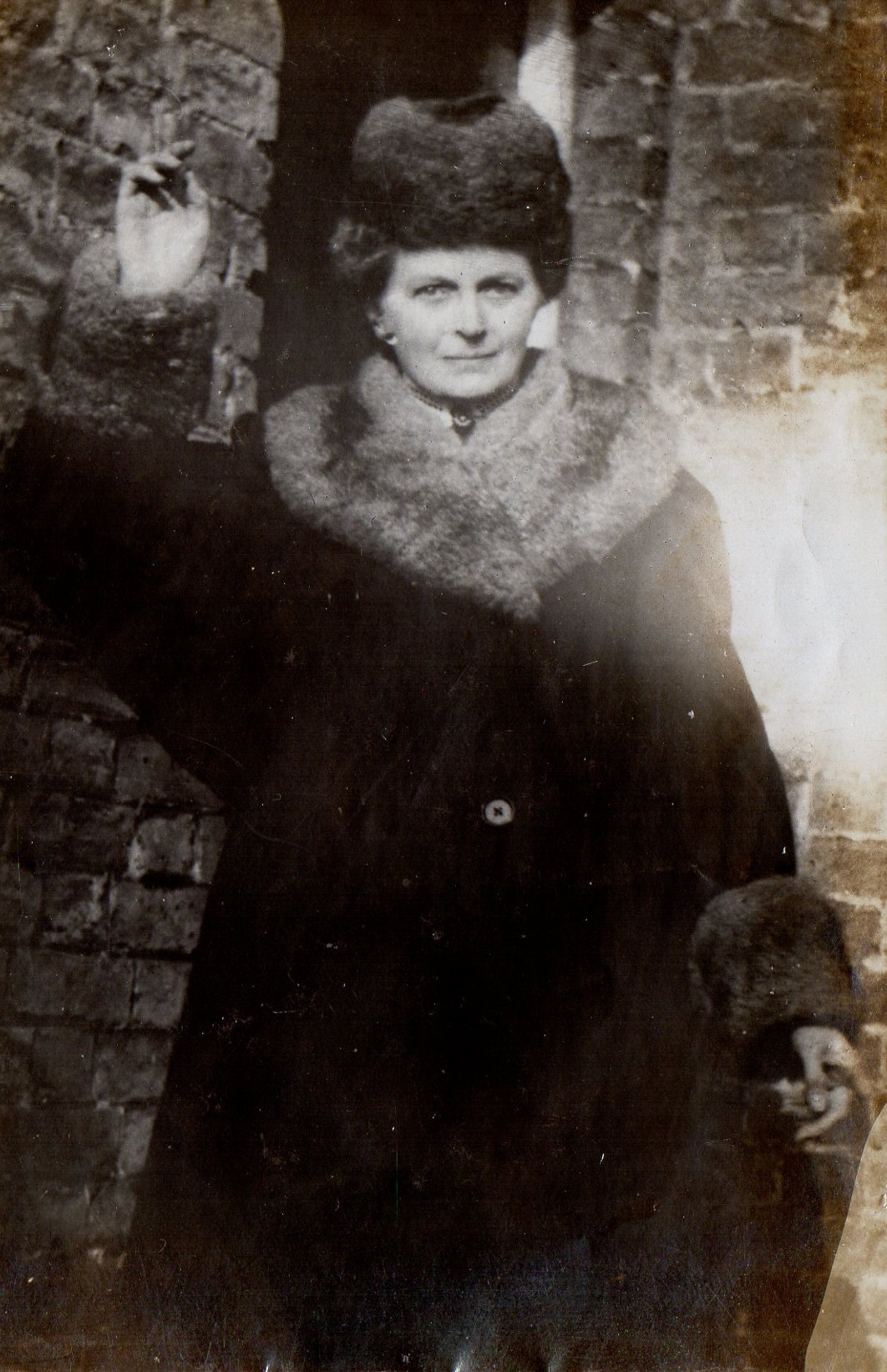
Abadam im Januar 1884

Alice Abadam (* 2. Januar 1856 in London; † 31. März 1940 in Carmarthen, Wales) war eine walisische Frauenrechtlerin und Wahlrechtsaktivistin.

## Leben
Abadam war jüngstes von sieben Kindern (vier Töchter und zwei Söhne) von Edward Abadam (* 1810 als Edward Adams; † 1875) und Louisa Abadam (* 1828 als Louisa Taylor; † 1886). Sie wuchs in Carmarthenshire auf einem von ihrem Großvater, Edward Hamlin Adams, der Sklavenhalter in Jamaika war, 1824 erworbenen Grundstück auf. Abadams Mutter, Louisa, litt unter schweren postnatalen Depressionen und verließ die Familie um 1860. In Abadams frühem Erwachsenenalter engagierte Alice sich u. a. für philanthropische Zwecke und engagierte sich im örtlichen Kirchenchor.

### Während der Frauenbewegung
1904 zog Abadam nach London und kaufte gemeinsam mit Dr. Alice Neville Vowe Johnson (* 1869; † 1938), einer Ärztin und Chirurgin, die als Amtsärztin in der Psychiatrie von Carmarthen gearbeitet hatte, ein Haus. 1905 wurde sie Mitglied der Central Society for Women’s Sufferage (CSWS) und 1906 oder 1907 trat sie der Women’s Social and Political Union (WSPU) bei, wo sie am 11. Dezember 1906 an einem Bankett für entlassene WSPU-Gefangene teilnahm. 1907 trat sie der neu gegründeten Women’s Freedom League (WFL) bei und wurde Mitglied des ersten Ausschusses. 1908 wurde sie als Präsidentin des Beckenham-Arms der London Society for Women’s Sufferage (LSWS) in den konstitutionellen Arm der Frauenwahlrechtsbewegung aufgenommen. Im Dezember 1909 fasste der Zweig in Beckenham jedoch einen Beschluss, wonach der Zweig „eine eigenständige Gesellschaft werden sollte, die der National Union of Women Suffrage Societies (NUWSS) unter dem Namen Norwood and District Women’s Suffrage Society angeschlossen ist“. Trotz diesem Beschluss blieb Abadam bis 1913 Vorsitzende des Beckenham-Arms. Sie war des Weiteren Mitglied der Church League for Women’s Suffrage (CLWS), der Women Writers’ Suffrage League (WWSL) und der Catholic Women’s Suffrage Society (CWSS).
Abadams Engagement als Rednerin für Wahlrechtsorganisationen nahm einen großen Teil ihres Alltags in Anspruch. Innerhalb eines Monats, dem März 1909, sprach sie auf Versammlungen der National Union of Women Suffrage Societies (NUWSS) in Uxbridge am 4. März, reiste am 17. März nach Cardiff, dann nach Wilmslow und gegen Ende des Monats nach Bournemouth. Sie wurde u. a. als „the most convincing speaker“ (zu deutsch: „die überzeugendste Rednerin“) und „well known speaker on social subjects“ (zu dt.: „bekannte Rednerin zu sozialen Themen“), sowie als „one of the greatest forces in the women’s suffrage movement, a woman of striking mental gifts and, as has been so aptly said, a silver-tonged speaker“ (zu dt.: „eine der größten Kräfte in der Frauenwahlrechtsbewegung, eine Frau, mit auffallenden geistigen Gaben und, wie man so treffend gesagt hat, eine Rednerin mit Silberzunge.“) Obwohl Abadams Reden über ein breites Spektrum von Themen gefächert waren, war ein häufiges Thema die Ausbeutung von Frauen und Mädchen. Das Wahlrecht war laut Alice Abadam nicht nur einfach ein Symbol der Gleichberechtigung, sondern  ein Instrument, das zur Verbesserung des Lebens von Frauen und Mädchen eingesetzt werden sollte.
1916 wurde Abadam Vorsitzende des Federated Council of Suffrage Societies, das gegründet wurde, um „eine einheitliche Politik und ein einheitliches Vorgehen aller konstitutionellen Gesellschaften festzulegen.“ In dieser Zeit engagierte sie sich außerdem bei den Suffragettes of the WSPU (SWSPU). Abadam war wie viele ihrer SWSPU-Genossinnen Pazifistin und sprach regelmäßig auf SWSPU-Versammlungen und schrieb Artikel für die Zeitung der Organisation, The Suffragette News Sheet.
Als im Februar 1918 der Representation of the People Act die königliche Zustimmung erhielt, zeigte sich Abadam enttäuscht über das eingeschränkte Wahlrecht und veröffentlichte noch im selben Jahr eine Broschüre mit dem Titel The Feminist Vote, Enfranchised or Emancipated?, in der sie bekräftigte, dass Frauen ihr Wahlrecht nutzen und sich nicht auf die Wahlhilfe der Männer verlassen sollten. 1920 gründete sie die Feminist League, die eine Leihbibliothek besaß und „wöchentliche Abendsitzungen“ abhielt. Später wurde sie Vorsitzende des Unterausschusses für Kunst an der University of Wales.

### Nach der Frauenbewegung und Tod
Abadam lebte einen Großteil ihres Lebens in London und zog 1926 mit ihrer Freundin und Lebensgefährtin Alice Johnson von Upper Norwood nach St. John’s Wood. Zu Beginn des Zweiten Weltkriegs, nach Johnsons Tod, verließ sie London und kehrte nach Carmarthen zurück, wo sie mit ihrem Neffen Ryle Morris in Bryn Myrddin, Abergwili bzw. Carmarthenshire, lebte und am 31. März 1940 verstarb. Nach einer Totenmesse und Beerdigung wurde sie in der römisch-katholischen Kirche St. Mary’s in Carmarthen in einer gemeinsamen Grabstelle mit Alice Johnson beigesetzt.